# ピードモント航空22便空中衝突事故
ピードモント航空22便空中衝突事故 とは1967年7月19日にピードモント航空のボーイング727型機とセスナ310機 の間で発生した空中衝突事故である。ノースカロライナ州のヘンダーソンビルで発生したこの事故では両機に乗っていた乗客乗員合わせて82人全員が死亡した。

## 事故概要
ピードモント航空22便はロアノークへ向け午前11時58分にアッシュビル地域空港の滑走路16を飛び立った。22便の離陸滑走中、セスナ310の機長はアッシュビル空港の管制官にVORを通過し、アッシュビルへ向かっている旨を報告した。それに対し、アプローチ担当の管制官は6,000フィート (1,800 m)への降下と高度維持を指示した。11時59分44秒、管制官は22便に対しVORまでの上昇と通過後の報告を指示し、セスナへ滑走路16への着陸を許可。しかし、22便がまだ上昇していた12時01分に高度6,132フィート (1,869 m)の地点でセスナがほぼ真正面に22便に衝突、衝撃で空中分解した。 事故当時複数の目撃者は衝撃音をソニックブームに例えたという。一方の22便はひっくり返った状態でキャンプ・パインウッドに垂直で墜落し爆発した。
22便の乗客79人の中にはロバート・マクナマラ国防大臣のアドバイザーで、次期海軍長官に任命されていたジョン・マクノートンとその妻と息子も含まれている。

## 当初の事故調査
この事故は, 主要な航空会社が絡んだ事故の中で当時民間航空委員会から独立したばかりの国家運輸安全委員会（NTSB）が初めて事故調査を行った事故となった。NTSBはセスナ機のパイロットに対して事故の責任が一番大きいと認定、その上で航空管制の手順も副次的要因として挙げた。事故報告書ではIFR方式の飛行の最低限のパイロットスキルを精査するよう推奨した。

## 問題点と再調査
事故発生から39年後の2006年、NTSBはこの事故を数年間独自に調査した歴史家で元軍事航空事故調査人のポール・ホウルが挙げた不審な点を受け再調査することとなった。ホウルは不審な点として以下の3点を挙げていた。
- 最初の報告書ではセスナ機の機長が指示通りの方向に向かった事が書かれておらず、管制官が両機がぶつかる事を予期させていたはずだということが示されていなかった。報告書では4秒ほどの空白があったとしていたが、記録されていた航空管制のやり取りではそのような空白がなかった[2]。
- CVRにはコックピット内の灰皿で火災が発生し、35秒間の間クルーがそれに気を取られていた様子が記録されていたが、そのことは一切事故調査報告書には書かれていなかった[2]。
- NTSBの主席調査官はピードモント航空の副社長の弟で利益相反の状態にあった[2]

ホウルはこの他にも、当時のNTSBは連邦航空局から完全に独立していなかった事を挙げ、ピードモント航空及びFAAの両者からの利益相反の状態にあったために事故の主因にいずれかを挙げる事が出来なかったとしている。
しかし2007年2月にNTSBは当初の事故原因の変更はないとした。当時の委員長だったマーク・ローゼンカーはホウルへ宛てた手紙で委員会採決で3対1で彼の調査は無根拠だと結論付けたと述べた。

## 映像化
アメリカのMSNBCで放映されているドキュメンタリーシリーズの Why Planes Crashで"Collision Course"というエピソード名でこの事故が取り上げられている。

## 類似事故
- パシフィック・サウスウエスト航空182便墜落事故
- アエロメヒコ航空498便空中衝突事故
- アレゲニー航空853便空中衝突事故
- ヒューズ・エア・ウエスト706便空中衝突事故
- グランドキャニオン空中衝突事故
- ユーバーリンゲン空中衝突事故
- プロテウス航空706便空中衝突事故